# Spice (droga)
Spice, psihoaktivna droga koja sdrži sintetičke kanabinoide.
Spice se odnosi na širok spektar biljnih mješavina koje izazivaju iskustva slična onim pri konzumiranju marihuane (kanabisa) i koji se prodaju kao „sigurne“ legalne alternative te droge. Prodaje se pod mnogim imenima uključujući K2, lažna trava (fake weed), Yucatan Fire, Skunk, Moon Rocks, Galaxy, Rainbow, te ostalima pri čemu je navedeno da „nisu za ljudsku uporabu“. Ti proizvodi sadrže sasušene isjeckane biljke i kemijske aditive koji su odgovorni za psihoaktivne efekte (mijenjaju stanje svijesti).

## Povijest
Poznato je da se mješavina bilja pod imenom "Spice" prodaje uglavnom na Internetu i u različitim specijaliziranim trgovinama od 2006., a postoje indikacije da su se proizvodi prvi put pojavili već 2004. Iako se reklamiraju kao "egzotični mirisi koji daju bogatu aromu" i "nisu za ljudsku uporabu", pušenjem tih proizvoda postižu se učinci slični učincima konzumiranja kanabisa. Krajem 2008., austrijski i njemački forenzički laboratoriji otkrili su psihoaktivni sastojak JWH-018 koji je pronađen u barem tri "Spice" proizvoda (Gold, Silver i Diamond). Kasnije su, pored JWH-018, identificirani i drugi sintetički kanabinoidi JHW-073 i CP 47,497. Mediji ukazuju kako se "Spice" proizvodi u Kini, ali je još uvijek nejasan sam proces proizvodnje tijekom koje se mješavini bilja dodaju različite količine ili kombinacije sintetičkih kanabinoida.

## Lažno reklamiranje
Etikete na proizvodu Spice često tvrde da sadrže „prirodne“ psihoaktivne materijale koji se dobivaju od različitih biljaka. Proizvod Spice zaista sadrži osušene biljke, ali kemijska analiza otkriva da su njezini sastojci sintetički (ili dizajnerski) kanabinoidni spojevi.
Proizvodi Spice su popularni među mladih ljudima te ih najčešće konzumiraju stariji srednjoškolci. Popularnosti ove droge doprinio je olakšani pristup drogi te kriva percepcija Spice-a kao „prirodnog“ proizvoda koji je stoga i bezopasan. Još jedan faktor ključan za prodaju je taj što se kemikalije upotrebljavane za proizvodnju Spice-a ne detektiraju lagano u standardnim testovima na droge.

## Zloporaba
Neki proizvodi Spice-a se prodaju kao „tamjan“, no zapravo više sliče potpourri-u. Kao i marihuana, Spice se najčešće konzumira pušenjem. Ponekad se Spice miješa s marihuanom ili se priprema kao biljna infuzija za piće.

## Utjecaj na mozak
Konzumenti Spice-a govori o iskustvima sličnim iskustvima konzumenata marihuane – bolje raspoloženje, osjećaj relaksiranosti i promijenjena percepcija. U nekim slučajevima efekti Spice-a su čak jači od efekata marihuane. Neki konzumenti su se izjasnili o psihičkim efektima poput anksioznosti, paranoje i halucinacija,  psihoze i horror-tripovi. Zbog snažnih psihoza neki su se konzumenti pokušavali ozlijediti ili se ubiti.
Do sada nije bilo znanstvenih istraživanja o efektima djelovanja Spice-a na ljudski mozak, no ono što do sada znamo jest da smjesa kanabinoida pronađena u proizvodima Spice-a utječe na iste stanične receptore kao i THC (glavni psihoaktivni sastojak marihuane). Neke od smjesa pronađenih u Spice-u mnogo jače utječu na te receptore što može dovesti do mnogo jači i nepredvidivih posljedica. Upravo iz razloga što je kemijski sastav mnogih proizvoda prodavanih kao Spice nepoznat moguće je da neke vrste sadrže supstance koje mogu imati izuzetno različite posljedice od očekivanih.

## Ostale posljedice na tijelo
Konzumenti Spice-a izvještavaju o simptomima koji uključuju ubrzani rad srca, povraćanje, uzrujanost, zbunjenost i halucinacije. Spice može također povećati krvni tlak i prouzrokovati smanjenje dotoka krvi do srca (myocardial ischemia). U nekoliko slučajeva povezan je sa srčanim udarima. Česti korisnici mogu iskusiti simptome ustezanja i simptome ovisnosti.
Još uvijek nema dovoljno podataka o utjecaju ovih proizvoda na ljudsko zdravlje te razinu toksičnosti, no zabrinjava potencijalna prisutnost štetnih teških metala u Spice mješavinama. Bez daljnjih analiza teško je utvrditi kolika je ta bojaznost opravdana.
U Republici Hrvatskoj u prosincu 2014. generička skupina ovih vrsta tvari stavljena je na Popis droga, čime su brojni spojevi postali ilegalni. Također je u Republici Hrvatskoj zabilježeno više trovanja te smrtni slučaj uzrokovan zlouporabom ove vrste supstanca.
Posebnu opasnost predstavlja što nije poznato kojim kemijskim aditivima se navedeni pripravci prskaju, te u kojim količinama.

## Vanjske poveznice
- Ured Vlade RH za suzbijanje zlouprabe droga  Nove zabranjene tvari
- (nje.) Drugcom.de Spice
- (eng.) Ured Vlade RH za suzbijanje zlouprabe droga  Publikacija EMCDDA-a: Thematic papers, Understanding the "Spice" phenomenon